# Los albañiles (película)
Los albañiles es una película de drama y suspenso mexicana de 1976, escrita por Luis Carrión, Jorge Fons y Vicente Leñero, dirigida por Jorge Fons y protagonizada por Ignacio López Tarso, David Silva y José Alonso. Esta película está basada en la novela homónima de Vicente Leñero. En 1977 recibió el Oso de Plata en el XXVII Festival Internacional de Cine de Berlín.

## Producción

### Equipo
- Dirección: Jorge Fons
- Guion: Luis Carrión y Jorge Fons

### Reparto
- Don Jesús:  Ignacio López Tarso
- Josefina:  Katy Jurado
- Ing. Zamora, dueño de la obra y padre del Nene David Silva
- Chapo Álvarez, jefe de albañiles: Salvador Sánchez
- El Patotas: Adalberto Martínez "Resortes"
- Jacinto, albañil de la obra a quien le mataron a su hijo:  José Carlos Ruiz
- El Nene Federico, Pepe Alonso hijo del Ingeniero Zamora
- Isidro, adolescente que trabaja en la obra y novio de Celerina: José Luis Zuvire
- Celerina, novia de Isidro y hermana de Sergio García: Yara Patricia Palomino
- Sergio García, hermano de Celerina, plomero de la obra y seminarista expulsado: Salvador Garcini
- Delegado sindical: Mario Garcia Gonzalez
- Ministerio Público Pérez Gómez: Jaime Fernández
- Rosa, esposa de Jacinto: Evangelina Martínez
- Marcial, albañil: Gerardo Zepeda, el  Chiquilín
- El inspector Munguía: Eduardo Casab